# 아파치 드릴
아파치 드릴(Apache Drill)은 대규모 데이터 세트의 대화형 분석을 위해 데이터 집약적인 분산 애플리케이션을 지원하는 오픈 소스 소프트웨어 프레임워크이다. 주로 MapR 개발자의 기여로 구축된 드릴은 구글의 Dremel 시스템에서 영감을 받았다. 드릴은 아파치 최상위 프로젝트이다. 톰 시란(Tom Shiran)은 아파치 드릴 프로젝트의 창립자이다. 2016년 12월 아파치 소프트웨어 재단 최상위 프로젝트로 지정되었다.
드릴은 Alluxio, HBase, MongoDB, MapR-DB, HDFS, MapR-FS, Amazon S3, Azure Blob Storage, 구글 클라우드 스토리지, 스위프트, NAS 및 로컬 파일을 포함한 다양한 NoSQL 데이터베이스 및 파일 시스템을 지원한다. 단일 쿼리로 여러 데이터 저장소의 데이터를 조인할 수 있다.
드릴의 데이터 저장소 인식 최적화 프로그램은 데이터 저장소의 내부 처리 기능을 활용하도록 쿼리 계획을 자동으로 재구성한다. 또한 드릴과 데이터 저장소가 동일한 노드에 있는 경우 드릴은 데이터 지역성을 지원한다.

## 같이 보기
- 클라우드 컴퓨팅
- 빅 데이터